# Kannahalli, Tirumakudal Narsipur
Kannahalli là một làng thuộc tehsil Tirumakudal Narsipur, huyện Mysore, bang Karnataka, Ấn Độ.